# Лос Ебанос (округ Хидалго, Тексас)
Лос Ебанос (енгл. Los Ebanos, Hidalgo County) насељено је место без административног статуса у америчкој савезној држави Тексас.

## Демографија
По попису из 2010. године број становника је 335, што је 68 (-16,9%) становника мање него 2000. године.
| Група             | 2000.       | 2010.       |
| Белци             | 8 (2,0%)    | 6 (1,8%)    |
| Афроамериканци    | 1 (0,2%)    | 0 (0,0%)    |
| Азијати           | 0 (0,0%)    | 0 (0,0%)    |
| Хиспаноамериканци | 395 (98,0%) | 329 (98,2%) |
| Укупно            | 403         | 335         |